# Prosoplus imitans
Prosoplus imitans là một loài bọ cánh cứng trong họ Cerambycidae.